# Ария, Семён Львович
Семён Львович Ария (28 декабря 1922, Енакиево, Донецкая область — 24 ноября 2013, Москва) — советский и российский юрист, один из крупнейших советских адвокатов, Заслуженный юрист РСФСР.

## Биография

### Детство и юность
Родился в еврейской семье. Отец — Лев Семёнович Ария, мать — Ида Соломоновна Ария. Детство провёл на Украине в г. Харькове. После окончания средней школы в течение года учился на мостовом факультете Новосибирского института военных инженеров транспорта. В документах по национальности был записан как грузин.

### Великая Отечественная война
В начале Великой Отечественной войны был призван в Красную армию в Харькове. Окончив курсы 19-го учебного танкового полка в Нижнем Тагиле, стал механиком-водителем танка.
Участвовал в боевых действиях на Северном Кавказе, на Кубани. Старший сержант.
Согласно его воспоминаниям, за происшествие, повлекшее аварию танка и последующий его угон, был осуждён военным трибуналом к семи годам исправительно-трудовых лагерей с отсрочкой наказания «до окончания военных действий с направлением осужденных в действующую армию», в феврале — марте 1943 года три недели отбывал наказание, сражаясь в приданной 683-му стрелковому полку 151-й стрелковой дивизии штрафной роте 44-й армии Южного фронта, после чего судимость была снята.
После штрафной роты воевал разъездным, позже разведчиком дивизиона гвардейских миномётов («катюш») на Украине, в Болгарии, Венгрии, Австрии. Был дважды ранен.

### Послевоенная адвокатская деятельность
После войны окончил Московский юридический институт (1947; экстерном). С 1948 года — адвокат Московской областной коллегии адвокатов (с 2002 — Адвокатской палаты Московской области).
Среди его клиентов в разные годы были Андрей Сахаров, Роман Кармен, Ролан Быков, Наталья Фатеева, Василий Ливанов, Александр Минкин, Борис Березовский, Иван Федотов (в 1960 году, осуждён по ложному обвинению в подстрекательстве к убийству ребёнка гражданки Красиной к 10 годам лишения свободы) и другие. Защищал в уголовных процессах председателя Верховного суда Узбекистана, крупных хозяйственников и финансистов, следователей и адвокатов.
Был защитником ряда диссидентов в 1960—1970-е годы (на процессах в Москве, Ленинграде, Горьком, Риге, Харькове). В частности, в 1968 году на процессе известных диссидентов А. И. Гинзбурга и Ю. Т. Галанскова защищал машинистку Веру Лашкову, печатавшую статьи основных обвиняемых (осуждена к лишению свободы в пределах отбытого к моменту вынесения приговора срока). В 1969 году защищал члена Инициативной группы по защите прав человека в СССР Генриха Алтуняна (осуждён сроком на 3 года). В 1970 году на процессе по так называемому «самолётному делу» (о попытке группы евреев-отказников угнать самолёт, чтобы получить возможность эмигрировать в Израиль) защищал обвиняемого Иосифа Менделевича, приговорённого к 15 годам лишения свободы. В кассационной инстанции (Верховном суде РСФСР) благодаря активной позиции, занятой адвокатом, срок был снижен до 12 лет.
Также одним из известных дел которые вел Ария Семён Львович было об убийстве известного адвоката Бориса Раскина и его жены в 1965 г. на даче под Москвой. После длительного расследования в убийстве были обвинены их 18-летний сын Виктор с товарищем Сапроновичем. Собранные в деле улики их вины были бесспорны, оба они признали себя виновными. Дело рассматривалось Московским областным судом в 1966 году. Заключительная речь Семёна Львовича в данном процессе считается эталоном адвокатской риторики советского периода. Благодаря Семёну Львовичу приговором было признано, что убийство совершено не по корыстным мотивам (как считало следствие), а на почве личных отношений, но с особой жестокостью. Несмотря на безупречную работу Семёна Львовича, оба подсудимых были осуждены к смертной казни. Жалобы и ходатайства о помиловании были отклонены. Приговор приведен в исполнение в 1967 году.
Одним из получивших известность уголовных дел, в котором в качестве защитника участвовал Ария, было дело актрисы Валентины Малявиной, обвинённой в убийстве своего гражданского супруга артиста Станислава Жданько. Первоначально суд, в котором Ария не участвовал, признал Малявину виновной и приговорил её к 9 годам лишения свободы. Ария убедительно отстаивал версию о самоубийстве Жданько — по его просьбе была проведена серия испытаний на биоманекенах, подтвердившая его точку зрения. Однако новый суд принял компромиссное решение — пересмотреть приговор, но лишь снизив его до пяти лет лишения свободы. Новый приговор открыл возможность для скорого досрочного освобождения осуждённой.
Во время одного из уголовных процессов («дело Журиной») смог доказать, что зуботехнические изделия и вообще бытовые изделия из драгметаллов не могут рассматриваться как валютные ценности, что было подтверждено пленумом Верховного суда СССР.
В возрасте 88 лет участвовал в работе V съезда адвокатов России.
Умер в возрасте 90 лет в Москве. Похоронен на Введенском кладбище (уч. 1с).

## Труды
- Защитительные речи и жалобы. — М., 1991.
- Мозаика. Записки адвоката. Речи. — М., 2000.
- Про войну: Повествования. — СПб., 2005.
- Жизнь адвоката. — М., 2003.
- Жизнь адвоката. — Издание 3-е, дополненное и исправленное. — М.: Американская ассоциация юристов. Федеральная палата адвокатов Российской Федерации. Адвокатская палата московской области, 2010. — 490 с. — (Выдающиеся юристы). — 5500 экз. — ISBN 1-60442-587-3.
- Рассказы: Гайдуков; Встречи с Королём. // Российский адвокат. М.,2011.- № 3. — С.32-33.

## Награды
- Награждён орденом Отечественной войны I степени, медалями «За отвагу», «За победу над Германией», «За взятие Будапешта», «За взятие Вены»[22].
- Награждён орденом Почёта[23] и золотой медалью имени Ф. Н. Плевако (1997)[источник не указан 1649 дней]. С. М. Ария — единственный адвокат, награжденный за профессиональную деятельность орденом Почета.

## Память
- Фрагменты его защитительных речей приводятся в учебниках судебной риторики.
- Его именем названа звезда в созвездии Козерога.
- В его честь учреждена медаль.